# 370 pr. n. št.

## Dogodki
- nastanek arkadske zveze
- Tebanci vdrejo na Peloponez

## Rojstva
- Kalip, grški astronom (približen datum) († okoli 300 pr. n. št.)

## Smrti
- Hipokrat, starogrški zdravnik (* okoli 460 pr. n. št.)
- Jazon, ferški tiran